# Памятники истории и культуры местного значения Сатпаева
Памятники истории и культуры местного значения города Сатпаева — отдельные постройки, здания и сооружения, некрополи, произведения монументального искусства, памятники археологии, включённые в Государственный список памятников истории и культуры местного значения Карагандинской области. Списки памятников истории и культуры местного значения утверждаются исполнительным органом региона по представлению уполномоченного органа по охране и использованию историко-культурного наследия.
В Государственном списке памятников истории и культуры местного значения города в редакции постановления акимата Карагандинской области на 5 ноября 2015 года числились 2 наименования, из которых 1 — памятник градостроительства и архитектуры, 1 — памятники археологии.

## Список памятников

### Градостроительства и архитектуры
| Номер в списке | Название            | Изображение | Годы постройки, авторы | Местоположение  |
| -------------- | ------------------- | ----------- | ---------------------- | --------------- |
| 956            | Бюст К. И. Сатпаеву |             |                        | просп. Сатпаева |

### Археологии
| Номер в списке | Название              | Изображение | Годы постройки | Местоположение                       |
| -------------- | --------------------- | ----------- | -------------- | ------------------------------------ |
| 957            | Стоянка неолитическая |             |                | в 6 км к северу от города Жезказгана |